# Mammacareverpleegkundige

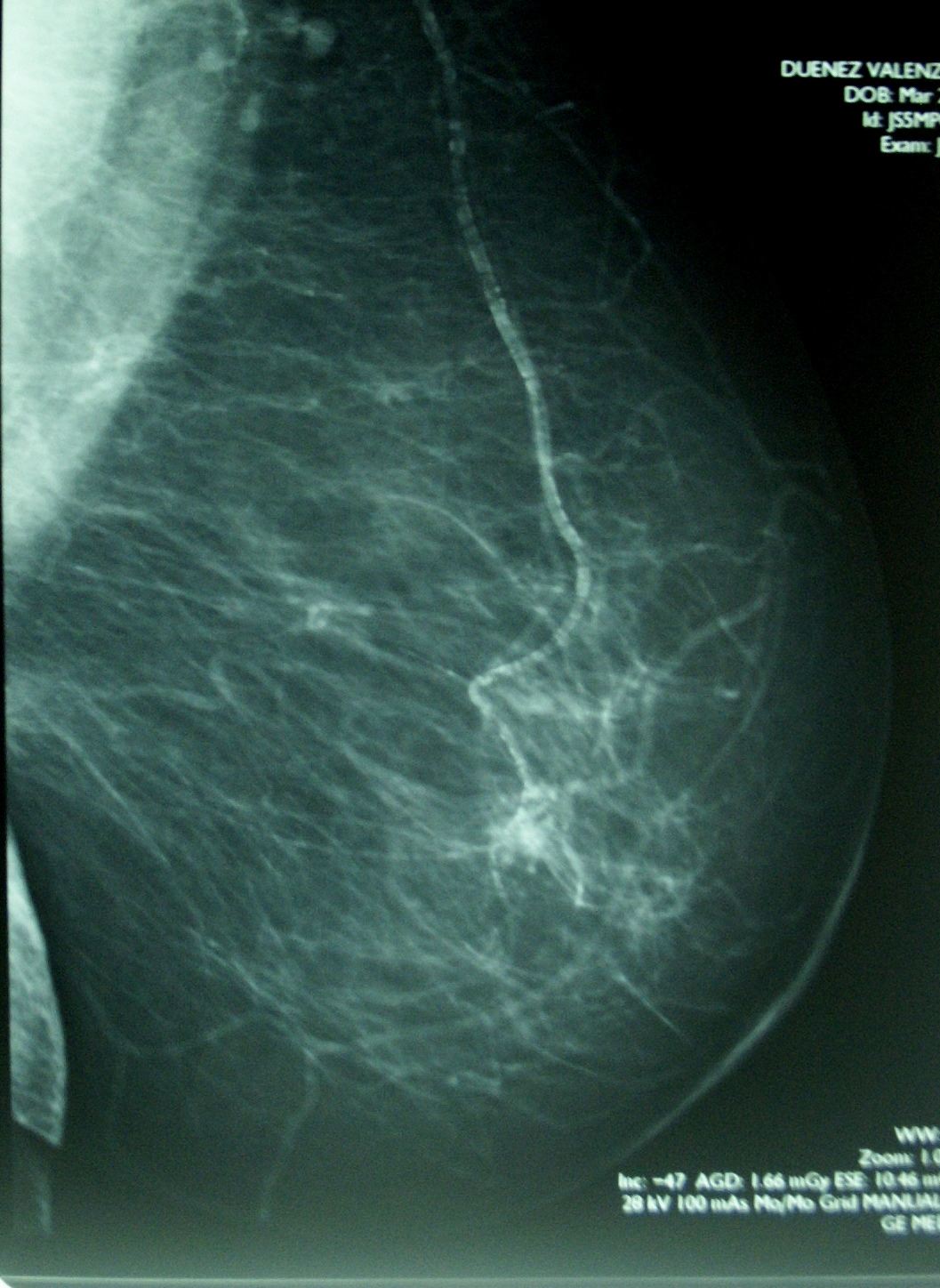
Borstkanker op een röntgenopname van de borst van een vrouw.

Een mammacareverpleegkundige is een verpleegkundige met een vervolgopleiding die zowel vrouwelijke als mannelijke patiënten begeleidt, waarbij de diagnose borstkanker is vastgesteld

## Functie
Mammacareverpleegkundigen zijn te vinden op de polikliniek van een ziekenhuis. In sommige ziekenhuizen bestaat hiervoor zelfs de zogenaamde Mammapoli. De verpleegkundige begeleidt patiënten, nadat zij van de arts te horen hebben gekregen Borstkanker te hebben. De verpleegkundige zal de patiënt voorlichten over de behandelmethodes, operaties, onderzoeken en eventuele veranderingen in de leefstijl.
De mammacareverpleegkundige werkt nauw samen met de chirurg en oncoloog en kan in overleg met een van deze medisch-specialisten een patiënt op laten nemen in het ziekenhuis wanneer zich vervelende symptomen voordoen t.g.v. de borstkanker. Ook kan de verpleegkundige een patiënt doorverwijzen naar een andere discipline.
Een mammacareverpleegkundige is niet bevoegd diagnoses te stellen en medicatie voor te schrijven.
Deze verpleegkundige zal niet aan het bed van een patiënt te vinden zijn. Hooguit om de patiënt en familie voor te lichten.

## Opleiding

### Nederland
De opleiding tot mammacareverpleegkundige duurt circa 10 maanden, waarbij deze een groot deel stage loopt.
Lijst van verpleegkundige specialisaties · portaal · afbeeldingen